# Llac Maracaibo

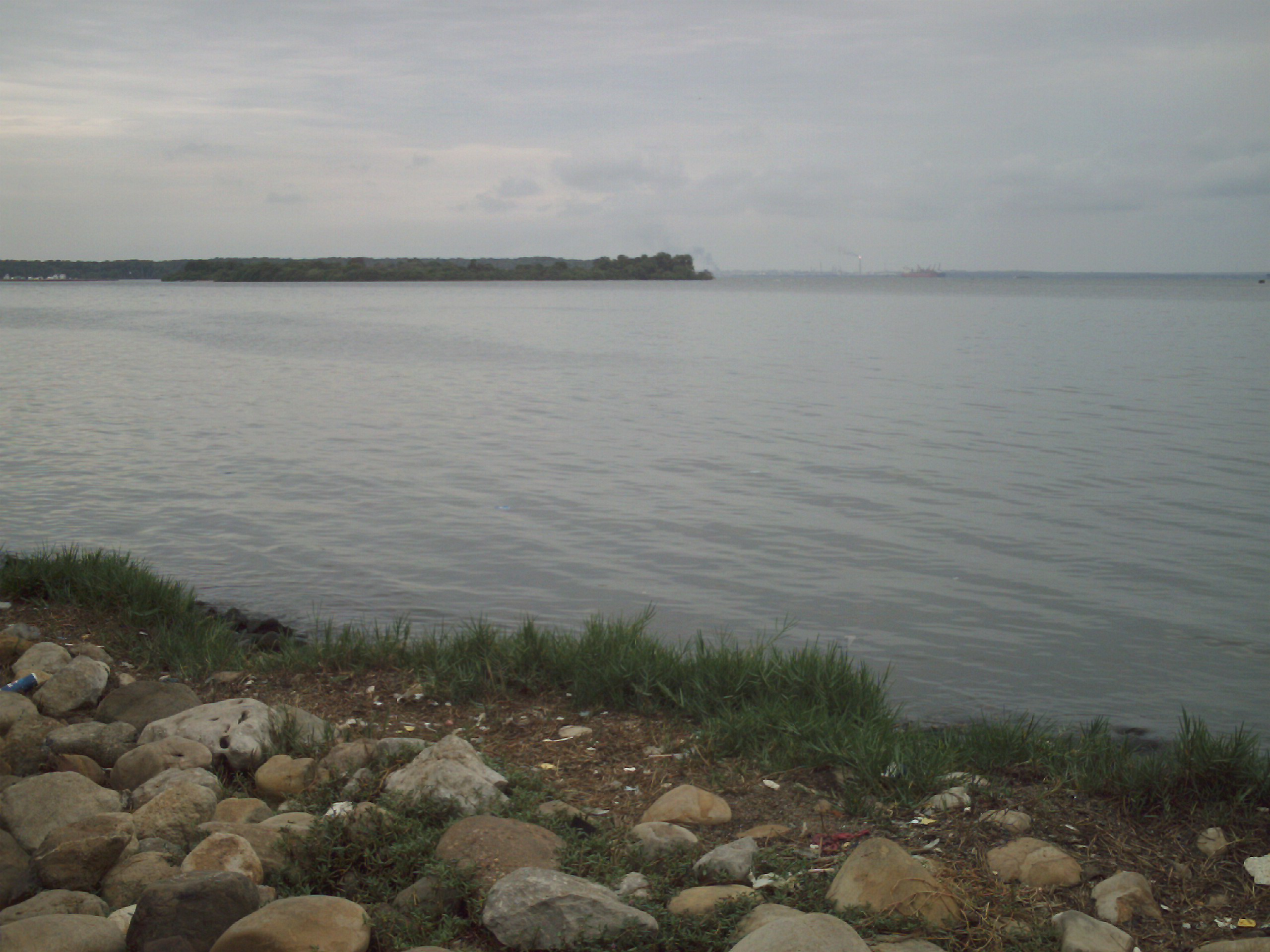
El llac Maracaibo

El llac Maracaibo és una gran entrada d'aigua del mar Carib a la conca de Maracaibo, al nord-oest de Veneçuela, entre els estats de Zulia, Trujillo i Mèrida. Hidrològicament, és una badia semi-tancada davant de la costa del golf de Veneçuela. La llacuna es considera comunament un llac, encara que per les seves característiques geològiques actuals, no s'ha de considerar com a tal.
La llacuna està connectada amb el golf de Veneçuela al nord per un estret cordó litoral. És alimentat per nombrosos rius, el més gran és el riu Catatumbo. La falla del tram nord s'ha ensorrat i és rica en recursos de petroli i gas. És la principal zona productora de petroli de Veneçuela i una important zona de producció pesquera i agrícola. L'eutrofització causada per la contaminació per petroli és un gran problema ambiental que s'enfronta a la llacuna. L'entorn de la llacuna està habitat per una quarta part de la població del país i també és el lloc amb els llamps més freqüents de la terra. El famós llamp Catatumbo pot il·luminar la navegació nocturna.
Algunes fonts el consideren el llac natural més gran d'Amèrica del Sud, amb una superfície aproximada de 13.280 quilòmetres quadrats, una llargada de 210 quilòmetres i una amplada de 121 quilòmetres. D'altres fonts es resisteixen a definir-lo com a tal perquè la major part de l'aigua que rep és d'origen oceànic. El llac també rep aigua dolça a través de diversos rius que hi desemboquen, sent el més important el riu Catacumbo.
El llac és en general poc profund, excepte a la part sud, i està envoltat de terres baixes pantanoses. Inicialment s'hi prohibia la circulació d'embarcacions de més de 4 metres de profunditat. Amb els anys s'han anat creant canals que permeten la circulació d'embarcacions de fins a 11 metres de profunditat. És una zona amb una concentració molt alta d'activitat elèctrica a causa del xoc tèrmic entre l'aire de les muntanyes amb la humitat del llac, que afavoreix el fenomen de convecció.
El 24 de juliol de 1823 la flota colombiana de Simón Bolívar liderada per José Prudencio Padilla hi va vèncer l'esquadró espanyol d'Ángel Laborde i Navarro, guanyant la independència de Veneçuela.
El llac Maracaibo és una regió productora de petroli molt prolífica, que representa uns dos terços de la producció total veneçolana de petroli. L'any 1917 es va perforar el primer pou i actualment la zona d'explotació petrolera té una extensió d'uns 105 quilòmetres al llarg de la riba oriental. Inicialment els propietaris de la indústria eren inversors estrangers, principalment estatunidencs, britànics i holandesos, però l'any 1975 es va nacionalitzar. També s'hi extreu gas natural. L'extracció de petroli ha generat alguns problemes mediambientals a causa de les filtracions, amb un impacte negatiu en l'ecosistema aquàtic i de retruc, en l'activitat pesquera de la zona i la salut de la població.

## Geologia
El llac de Maracaibo es troba dins de la conca homònima i és un dels llacs més antics de la terra. Es va formar fa 36 milions d'anys quan les falles es van esfondrar i es van aixecar els Andes a finals de l'Eocè. En la història geològica, l'aigua de mar i l'aigua dolça s'han alternat moltes vegades, i han inundat la zona. Al final de l'últim període glacial, el nivell del mar va augmentar, connectant directament el llac de Maracaibo amb l'oceà Atlàntic, i l'aigua dolça més lleugera va surar sobre l'aigua salada més pesada, fent que els nutrients es dipositessin al fons del llac. resultant en l'acumulació d'un dipòsit de sediment de més de cinc quilòmetres de gruix a la roca base.
Al Pliocè, la depressió de l'actual llac de Maracaibo va arribar a la que seria pràcticament la seva forma actual. Els nombrosos rius que desemboquen al llac han anat definint les seves ribes, especialment els que formen el delta sud del llac, on conflueixen els rius Escalante, Catatumbo i Santa Ana.
El llac de Maracaibo es troba a les terres baixes de Maracaibo a la conca fallada entre les muntanyes de Perija i les muntanyes de Mèrida de les muntanyes de la Cordillera Oriental al nord-oest de Veneçuela. El llac té forma de gerro. Té 210 quilòmetres de llarg de nord a sud, 121 quilòmetres d'amplada d'est a oest, cobreix una àrea de 13.512 quilòmetres quadrats, la més profunda és de 35 metres, la longitud de la costa és d'uns 1000 quilòmetres i el volum és d'uns 280 quilòmetres cúbics. El riu més gran que entra al llac, el riu Catatumbo, entra al llac d'oest a est, proporcionant el 57% de l'aigua que entra al llac. A més de la influència del vent dominant, l'aigua del llac circula en sentit contrari a les agulles del rellotge. També hi ha el riu Santa Ana, el riu Chama, el riu Motatán, el riu Escalante i una cinquantena més de rius que hi desemboquen.
El llac Maracaibo és profund al sud i poc profund al nord. La meitat nord del llac, que sembla un coll d'ampolla, té 55 km de llarg. La vora sud-est de la conca del llac amb un fons pla és escarpada i la vora nord-oest és suau. És lleugerament salat per la influència de les marees, i la salinitat global se situa entre l'1,5 i el 3,8%. El riu Catatumbo forma un delta en forma de peu d'ocell al sud-oest de la conca del llac, i l'aigua superficial del llac al delta té una salinitat de només el 0,13%. Tanmateix, la intrusió d'aigua de mar des de la desembocadura del llac fa que la salinitat de l'aigua del fons del llac sigui més elevada, arribant al 0,2-0,3%. El nord està connectat amb el golf de Veneçuela, i el cordó litoral a la desembocadura del llac s'estén per uns 26 km.

## Clima
La temperatura mitjana anual de la zona del llac és de 28 °C, la precipitació és més al sud i menys al nord, i la precipitació mitjana anual al sud és de 1400 mm. El vent de muntanya dels Andes a la nit entra en contacte amb l'aire càlid i humit de la superfície del llac, formant una mitjana de 297 mm anuals. El fenomen meteorològic conegut com a llamp de Catatumbo té lloc a la part sud del llac, caracteritzat per una sèrie contínua de llamps gairebé continus i silenciosos. Això fa que el llac de Maracaibo sigui el lloc amb els llamps més freqüents de la terra. Hi ha uns 233 llamps per quilòmetre quadrat en un any de mitjana. Les tempestes nocturnes es produeixen de mitjana uns 297 dies l'any. En el seu punt àlgid al setembre, la zona del llac pot experimentar fins a 280 llamps per hora, aproximadament 28 llamps per minut, amb una durada de fins a 9 hores, i és capaç d'il·luminar la navegació nocturna.

## Història
L'aborigen Añú es la gent que vivia a la vora del llac anomenat Coquivacoa. A la zona també vivien les tribus wayúu, caquetíos i quiriquires. Quan el navegant italià Amerigo Vespucci i la flota de l'explorador espanyol Alonso de Ojeda van navegar aquí el 24 d'agost de 1499 (la primera vegada que els europeus van entrar en aquesta zona), els palafits on vivien els Añú van recordar a Vespucci la ciutat italiana de Venècia, així que va anomenar la regió Veneziola (Veneçuela en castellà), o La Petita Venècia. Espanya va fer dos intents d'establir assentaments al voltant del llac el 1529 i el 1569, però no va ser fins al 1574 que la ciutat de Maracaibo es va establir amb èxit. El 24 de juliol de 1823, Veneçuela va guanyar la batalla naval del llac de Maracaibo al llac durant la Guerra d'independència de Veneçuela.
La profunditat original de la desembocadura del llac, que només tenia més de 4 metres de profunditat, es va augmentar a 8 metres després del dragatge a la Dècada del 1930, i l'espigó de pedra de 3 quilòmetres de llarg es va augmentar encara més a 11 metres després de la seva finalització el 1957, permetent vaixells cisterna oceànics per entrar al llac, Al mateix temps, la part nord, que originàriament era aigua dolça, es va tornar salobre. El pont General Rafael Urdaneta de 8.678 metres sobre el llac que connecta Maracaibo i Santa Rita es va completar el 1962.

## Indústria
El llac de Maracaibo és ric en recursos de petroli i gas i es coneix com el llac del petroli. Els primers espanyols que van arribar van utilitzar quitrà que es filtrava del llac per omplir les esquerdes dels vaixells. El jaciment de petroli de Maracaibo es va descobrir el 1914, el primer pou de petroli es va construir el 1917 i l'explotació a gran escala va començar el 1922. Els jaciments petrolífers es concentren al nord-est i nord-oest del llac, i les capes productores de petroli són principalment gres terciari i calcàries del Cretaci, amb una àrea d'hidrocarburs de 1.300 km², concentrades principalment a les aigües costaneres de 105 km de llarg i 32 km d'amplada a l'est del llac.
Maracaibo, a la costa nord-oest, és la capital de l'estat Zulia, la segona ciutat més gran de Veneçuela i un important port d'exportació de petroli del món. La zona del llac també és una zona de producció agrícola i pesquera important a Veneçuela, que dona suport a més de 20.000 pescadors, molts dels quals viuen en cases de xanques tradicionals de colors construïdes amb làmines de ferro al llac. Els principals cultius a la riba sud del llac són plàtans, cacauets, cacau, coco, canya de sucre i cafè, la riba occidental del llac va desenvolupar la indústria làctia.
El llac de Maracaibo i el riu Catatumbo són les principals línies de trànsit per al transport de mercaderies a la zona propera, i la ciutat de Maracaibo és el centre de transbordament del cafè produït als Andes. La via fluvial pot passar per grans vaixells marítims i petroliers, exportant petroli cru i productes agrícoles i ramaders de les muntanyes i llacs andins. El Districte dels Llacs és la llar d'una quarta part de la població de Veneçuela, i amb l'afluència de grangers dels Andes propers, la població del Districte dels Llacs va augmentar d'uns 300.000 el 1936 a més de 3,62 milions el 2007.